# 石塚峠 (岩手県)
石塚峠（いしづかとうげ）は、岩手県釜石市にある峠。標高は312m。

## 概要
釜石市の平田と唐丹町本郷の間にある峠。
峠名は藩境に設置された石塚にちなみ、藩境を示す「印杭」が釜石市郷土資料館に保存されている。
江戸時代にはこの峠が、旧浜街道が通り、盛岡藩・閉伊郡平田村と仙台藩・気仙郡唐丹村とを分ける藩境となっており、各々に御境番所が置かれていた。
嘉永6年（1853年）に三閉伊一揆が起きたときには、この峠を越えて仙台藩に越所した。
現在、1km西に国道45号が通じ、石塚トンネル（1,351m）が開通したことで峠道は廃道となった。